# Arrondissement de Voghera
L'arrondissement de Voghera est un ancien arrondissement du département de Gênes créé le 6 juin 1805, dans le cadre de la nouvelle organisation administrative mise en place par  Napoléon Ier en Italie et supprimé le 11 avril 1814, après la chute de l'Empire.

## Composition
L'arrondissement de Voghera comprenait les cantons de Argine, Broni, Casteggio, Codevilla, Sale, Silvano Pietra, Soriasco, Stradella et Voghera.